# Овручская улица
О́вручская у́лица (укр. О́вруцька ву́лиця) — улица в Шевченковском районе города Киева, местности Лукьяновка, Татарка. Пролегает от улицы Герцена до Нагорной улицы.
Примыкают улицы Загоровская и Тропинина, Делегатский переулок и Подольский спуск.

## История
Улица была проложена в 1860-х годах и является одной из старейших улиц Лукьяновки. Официальное название улица получила в 1869 году в честь города Овруч. Ранее включала в себя также часть, являющуюся современной Древлянской улицей, которая позже отделилась и до 1963 года называлась Новоовручской.

## Рельеф
В начале улицы (юго-запад) около 450 метров до Делегатского переулка полностью равнинная местность, далее спуск в сторону Нагорной улицы.

## Значимые здания
- Средняя школа № 1
- Торговый центр «Променада»